# Mathba
Mathba (bengali: Mathbaria) är en ort i Bangladesh.   Den ligger i provinsen Barisal, i den södra delen av landet, 160 km söder om huvudstaden Dhaka. Mathba ligger 10 meter över havet och antalet invånare är 29 760.
Terrängen runt Mathba är mycket platt. Närmaste större samhälle är Sarankhola, 17,4 km väster om Mathba.
Trakten runt Mathba består till största delen av jordbruksmark. Runt Mathba är det mycket tätbefolkat, med 1 056 invånare per kvadratkilometer.